# Привольненское сельское поселение (Краснодарский край)
Приво́льненское се́льское поселе́ние — муниципальное образование в Каневском районе Краснодарского края России. 
В рамках административно-территориального устройства Краснодарского края ему соответствует Привольненский сельский округ.
Административный центр — станица Привольная.

## Население
| 2010  | 2012  | 2013  | 2014  | 2015  | 2016  | 2017  |
| ----- | ----- | ----- | ----- | ----- | ----- | ----- |
| 6921  | ↘6909 | ↗6925 | ↗6951 | ↗6967 | ↘6955 | ↗7024 |
| 2018  | 2019  | 2020  | 2021  | 2023  |       |       |
| ↘6992 | ↘6978 | ↘6897 | ↗6917 | ↘6763 |       |       |

## Населённые пункты
В состав сельского поселения (сельского округа) входят 3 населённых пункта:
| № | Населённый пункт | Тип населённого пункта | Население (чел.) |
| - | ---------------- | ---------------------- | ---------------- |
| 1 | Добровольный     | хутор                  | ↗50              |
| 2 | Привольная       | станица                | ↗6531            |
| 3 | Труд             | хутор                  | ↘365             |

## История
Сельское поселение образовано 1 января 2006 года в границах сельского округа (ранее — сельсовета).

## Местное самоуправление
Председатели Совета сельского поселения
- Разумов Павел Вадимович

Главы администрации
- Скороход Юрий Григорьевич
- Ерофеев Дмитрий Станиславович